# Feketeerdő (Románia)

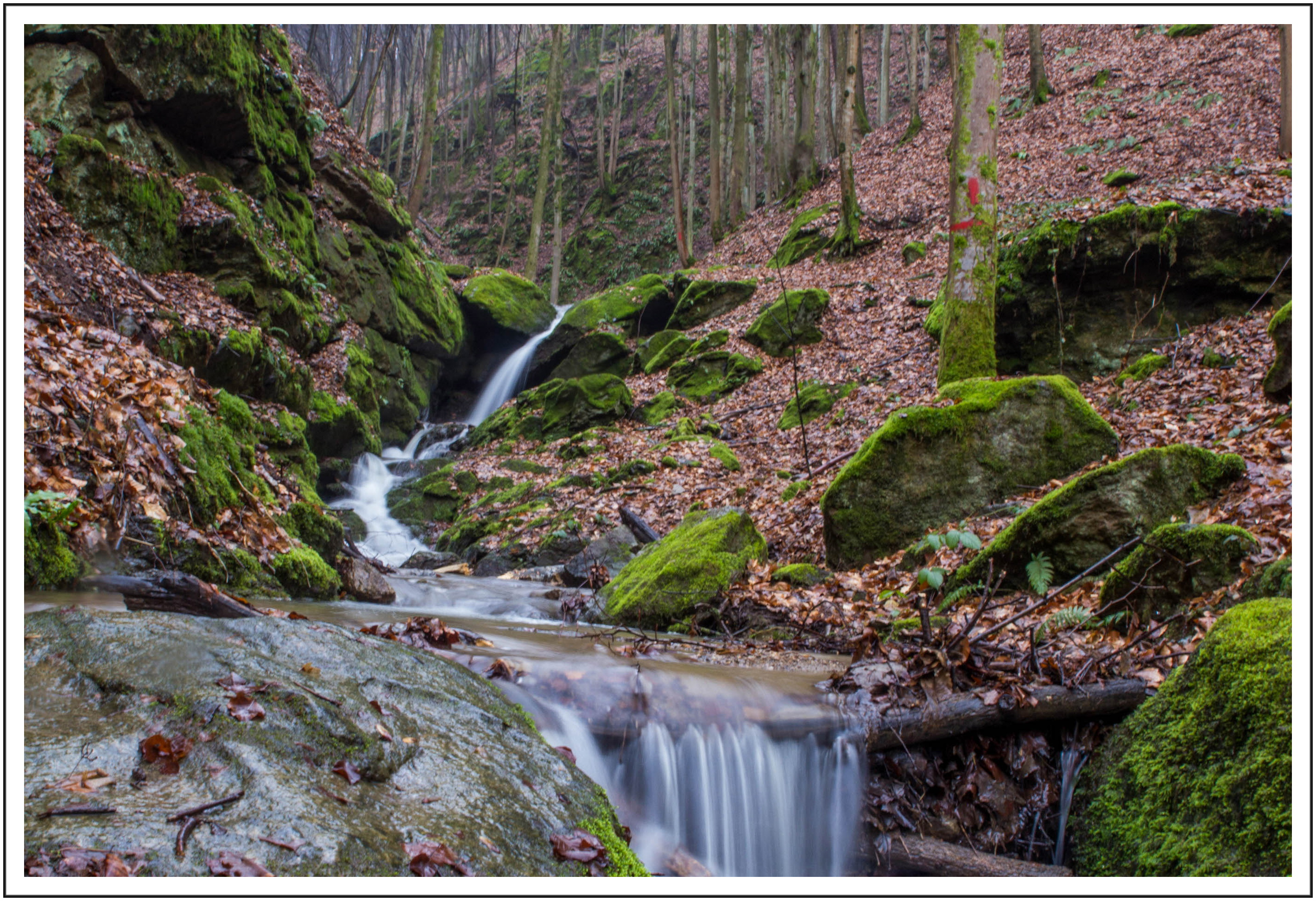
Vízesés a Bisztra patakon

Feketeerdő, románul Pădurea Neagră, németül Schwarzwald, szlovákul: Cerné Lesy falu Romániában, Bihar megyében a történelmi Partiumban.

## Fekvése
Románia nyugati részén, Bihar megye keleti felén, a szomszédos Szilágy megye közelében fekszik. A környékbeli településektől való távolsága országúton a következő: Élesdtől 19, Margittától 30, Bodonostól 8, Középestől 7, Sólyomkővártól (Sinteu) 19 km. A település egy erdők borította hegyek közötti völgyben, annak egy kiszélesedő, lapos részén fekszik. Tengerszint feletti átlagos magassága 400, a települést körülvevő hegyeké pedig 550 m. Vizei közül a legfontosabb a Bisztra-patak.

## Nevének eredete
1863 Fekete-Erdő – Bihar vm. Érmelléki j. Üveghuta=Középes; 1873, 1880 Feketeerdő – Bihar vm. Micskei j.; 1890 Középes – Bihar vm. Margitai j.; 1956 Aleşd, = Cuzap – R. Oradea; 1966 Aleşd, Padurea Neagra – R. Crişana;

## Története
A falunak a 19. század közepén alapított üveggyár szerezte meg a hírnevet, amely azonban az 1990-es évek első felében tönkrement, majd bezárt, így a település története szorosan összefonódott a létesítményével. Az üveghuta jóval régebbi, mint azt eddig feltételezték: a 18. század végén már állt és működött. Az 1792-es említése után, 1795 körül „Nyagoj” néven Feketeerdő is megjelent az üveghuták között. 1840-ben Amonn Johann osztrák vállalkozó újjáépítette a régi üvegcsűrt miután megvásárolta a középesi uradalmat.  Az ő nevéhez fűződik a Feketeerdő – Középes közötti köves út megépítése is.

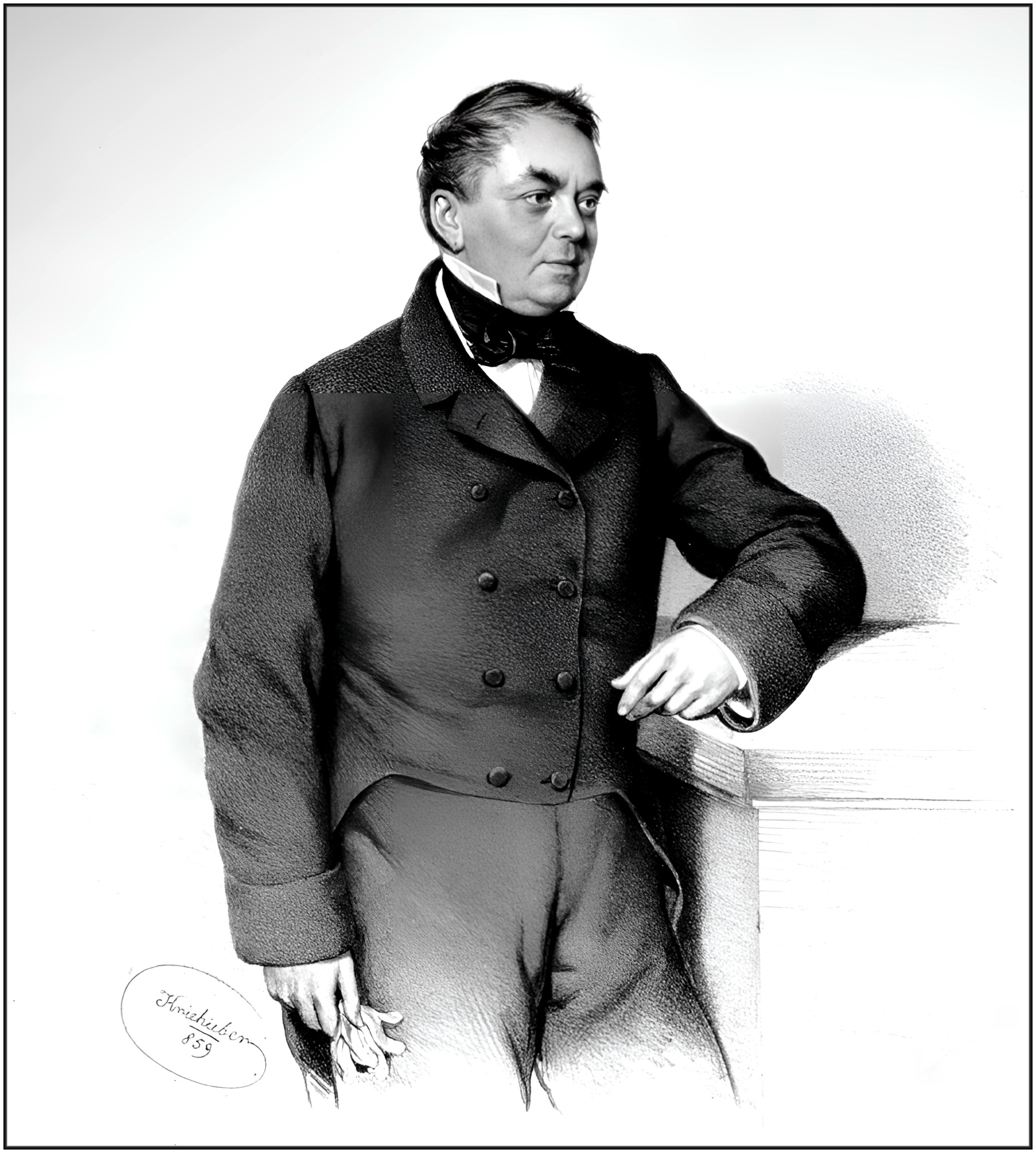
báró Johann Liebieg

1852-ben a csehországi nagyiparos, báró Johann Liebieg megvásárolta az üresen álló feketeerdői üveghutát és a hozzátartozó jelentős erdőterületet. A források szerint 1856-ban a huta egy kemencével és hat tégellyel üzemelt. Ismeretes, hogy a  hutamester ekkor Galbauer volt. Miután a huta leégett, az üveggyártás 1858-ig szünetelt. Ekkora felépült még két különálló modern huta is, ezekbből az egyik síküveget gyártott. Ezen kívül gőzmalom, üvegcsiszoló és lakóházak épültek körülöttük, melyekbe a tulajdonos munkásokat a csehországi hutákból hozatott. Liebig ezzel megteremtette a feketeerdői minőségi üveggyártás alapjait. Nem mellékes tehát, hogy minden bizonnyal ő tekinthető a feketeerdői üveggyártás valódi elindítójának és a későbbi modern üveggyár megalapozójának. A 19. századi alapítású magyar gyárak közül a feketeerdői volt a legjelentősebb, mely akkoriban tükröt, ablaküveget, palackot és poharat is gyártott. Liebieg nevéhez fűződik továbbá az Élesd-Feketeerdő közötti út megépítése is (1866). 
1862-ben Feketeerdőn postahivatal létesül. 1871-ben a gyár új tulajdonosai Rauchlechner János és felesége, Katalin. Rauchlechner legnagyobb érdeme, hogy 1873-ban saját költségén népiskolát alapított Feketeerdőn. 1876-ban Csehy Sándor (más néven Alexander von Csehy) lesz a gyár új tulajdonosa, a cég ügyvezetője pedig Bucz Lajos. 1878 májusában a Magyar Földhitel Intézet lesz a gyár tulajdonosa,  az igazgatója pedig id. O'Egan Lajos,  akit 1880-ban Platenka Ferenc vált tisztségében. 1881-ben a Földhitel Intézettől dr. Reményi Antal bérli a gyárat. 1881-ben a gyár állami kedvezményeket kapott s ennek is köszönhette, hogy 1884-re felújították. 1884–90 között állami adókedvezményben is részesült. 1890-ben az Egyesült Magyarhoni Üveggyárak Részvénytársaság megvásárolja a Feketeerdői üveggyárat. 1891-tõl a gyár tíz évre állami kedvezményeket kap, gyárigazgatónak Bolváry-Zahn Dénest nevezik ki. 

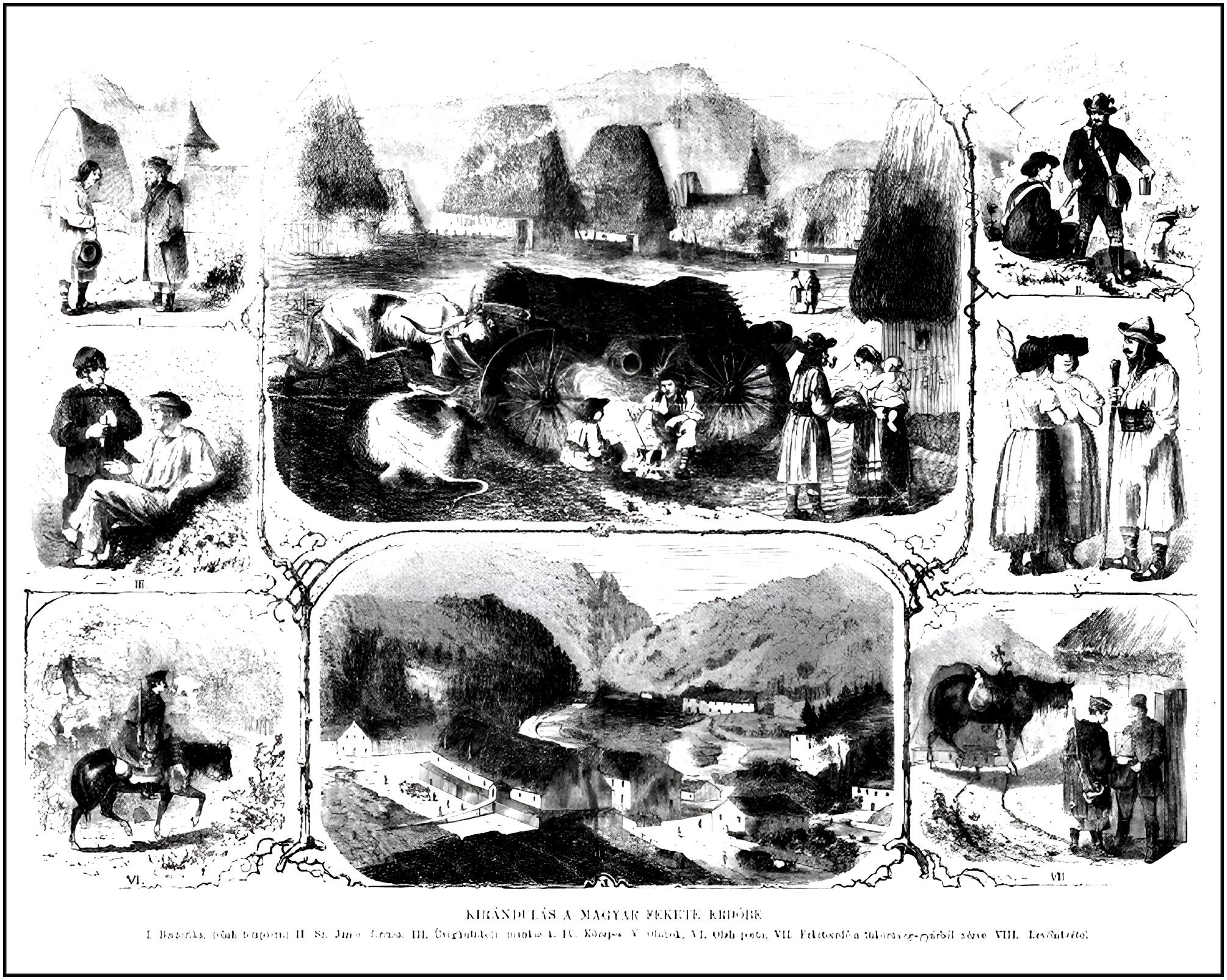
Korabeli rajzösszeállítás Feketeerdőről

Az 1890-91-es korszerűsítések után a gyár az alábbi műszaki felszereltséggel rendelkezik: 1 db 12 lóerõs felülcsapó vízikerék, 1 db 28 lóerős turbina, 1 db 30 lóerős gőzmotor; a felülcsapó vízikerék vízesésének magassága 6 m, a turbináké 6 m, a gőzkazán tűzfelületének kiterjedése 24,3 négyszögméter; 4 db Siebert féle regeneratív gázkemence (a Siemens féle kemence továbbfejlesztett változata) összesen 40 tégellyel, melyeknek ömlesztett üveganyag súlya tégelyenként 160 kg; 1 db homokfúvó gép, 6 db kavics- és agyagzúzógép, 38 db vízirányos és ugyanannyi, nagy kiterjedésû üvegköszörű  és 6 db kézi üvegvéső műhely (ezzel az ország legnagyobb gőzcsiszoló műhelye lett); végül külön festő-, fazekas-, kovács-, asztalos-, lakatos- és esztergályos- műhelyek, hamuzsír-főző valamint a deszkaládák fűrészelésére víz- és gőzfűrészgép, valamint külön csomagolóhelyiségek. 1896. október 18-ra virradóra  tűz üt ki a gyártelepen, a gyár részben megsemmisül. 
1901-ben a gyár igazgatója Krausz Rezső lett, a főkönyvelő Fray Ede. 1903-ban az igazgató Philipp Antal. 1906 és 1911 között az igazgató: Kludsky János. 1910-ben megalakul a Feketeerdői Üveggyár Részvénytársaság, amely megvásárolja a gyárat. 1917 októberében a gyártelepet a következő cégekből álló érdekeltség vásárolja meg: a Bécsi és Budapesti Merkur Bank Rt., az Általános Forgalmi Bank Rt. Debrecen, Fabank Rt. Budapest, Fehér Mór és Fia Üveggyáros és fatermelő Budapest. 1917 és 1918 között kiépült a keskenyvágányú vasút Feketeerdő és Bodonos között. 1920 után továbbra is a Mercur a tulajdonos, a gyár azonban Románia területére kerül. 1939-ben a gyár átáll a szénfűtésre. 1911 és 1940 között Ernyei Vilmos az igazgató. 1941 és 1943 között Biharváry Gusztáv és dr. Gurmai Mihály tölti be az igazgatói székeket. 1943. október 1-én a gyárat hadiüzemmé nyilvánították. 1945 áprilisában az Ellenséges Javak Megyei Hivatala irányította a gyárat, amely a vállalatot a nagyváradi szakszervezeti tanácsnak adta bérbe, ez utóbbi azonban nem tudta fenntartani. Ez idő szerint a Derna-Tataros-i Aszfalt Bánya Rt. kezeli a vállalatot. 
1948 június 11-én államosították a feketeerdői üveggyárat is. Igazgatója ekkor Lisztig Ferenc volt. 1951 áprilisában leég a csiszolda és annak a padlásán lévő raktár. 1951. szeptember 1-én Lisztig Ferenc helyére Sólyom Istvánt nevezik ki igazgatónak. 1952. október 1-jén Macarie Ioan lesz az új igazgató. 1953. június 12-én soha nem tapasztalt természeti katasztrófa sújtotta a gyárat. A Bisztra-patak vízgyűjtő területén felhőszakadás történt. A váratlanul lezúduló óriási vízmennyiséget a patak nem tudta elvezetni, az ár elmosta a töltéseket, hidakat és gátakat. A gyár alsó, jobb oldali része helyenként másfél méter magasan a víz alá került. Itt volt többek között a csiszolda, a festőde, a raktár és a munkáslakások is. Ugyancsak elmosta az ár az utakat és a hidakat is, így a Feketeerdő–Középes út is járhatatlanná vált. Az ár levonulása után a csarnokokban 30 cm vastagon állt az iszap. A természeti csapás után a gyár két hónapig állt, folyt a takarítás, a romok elszállítása. Elsősorban a megrongált lakóházakat kellett lakhatóvá tenni. 1954 júniusában a szászmedgyesi Purima Ioan lett az új igazgató. 1960-tól áttérnek a pakurára, mint folyékony fűtőanyagra. 1982. február 10-én 28 év után leváltják Purima Ioan igazgatót.
További igazgatók: 1982-1988 között Galandauer Gheorghe; 1988-1994 között Oros Florian; 1994–1996 között Butiu Gheorghe; 1997-ben Bordás Károly a menedzser.                 
1990. december 13-án kiadott kormányhatározat értelmében a gyár részvényeken alapuló kereskedelmi társasággá alakult. Új neve CRISTAPAN S.A. Padurea Neagra lett. 1996. július 1-tõl felújítás miatt a gyár leáll. 1997 nyarán, az Állami Vagyonalap, magánosítás (privatizáció) céljából eladásra bocsájtja a gyárat. A privatizálás ugyanakkor nem volt sikeres, ezért a feketeerdői üveggyár véglegesen 1998. február 5-én leállt. 2006 körül a megmaradt épületeket és a benne lévő mozdíthatatlan részeket az Állami Vagyonalap elárverezte. Ezeket egy Galati (Galac) bejegyzett cég vásárolta meg lebontás céljára, ami a következő években meg is történt.

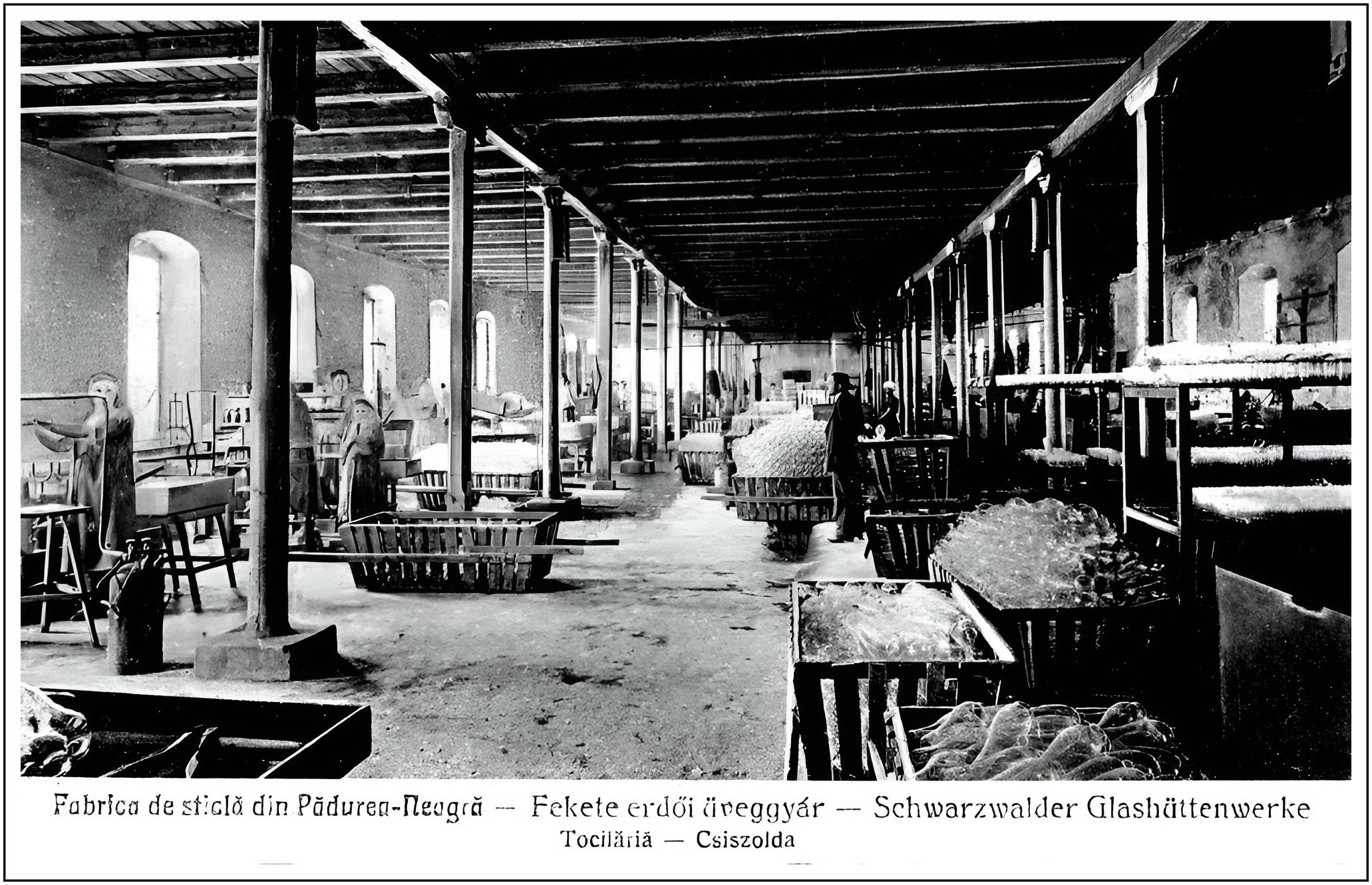
A feketerdői üveggyár csiszoló műhelye 1900-ből

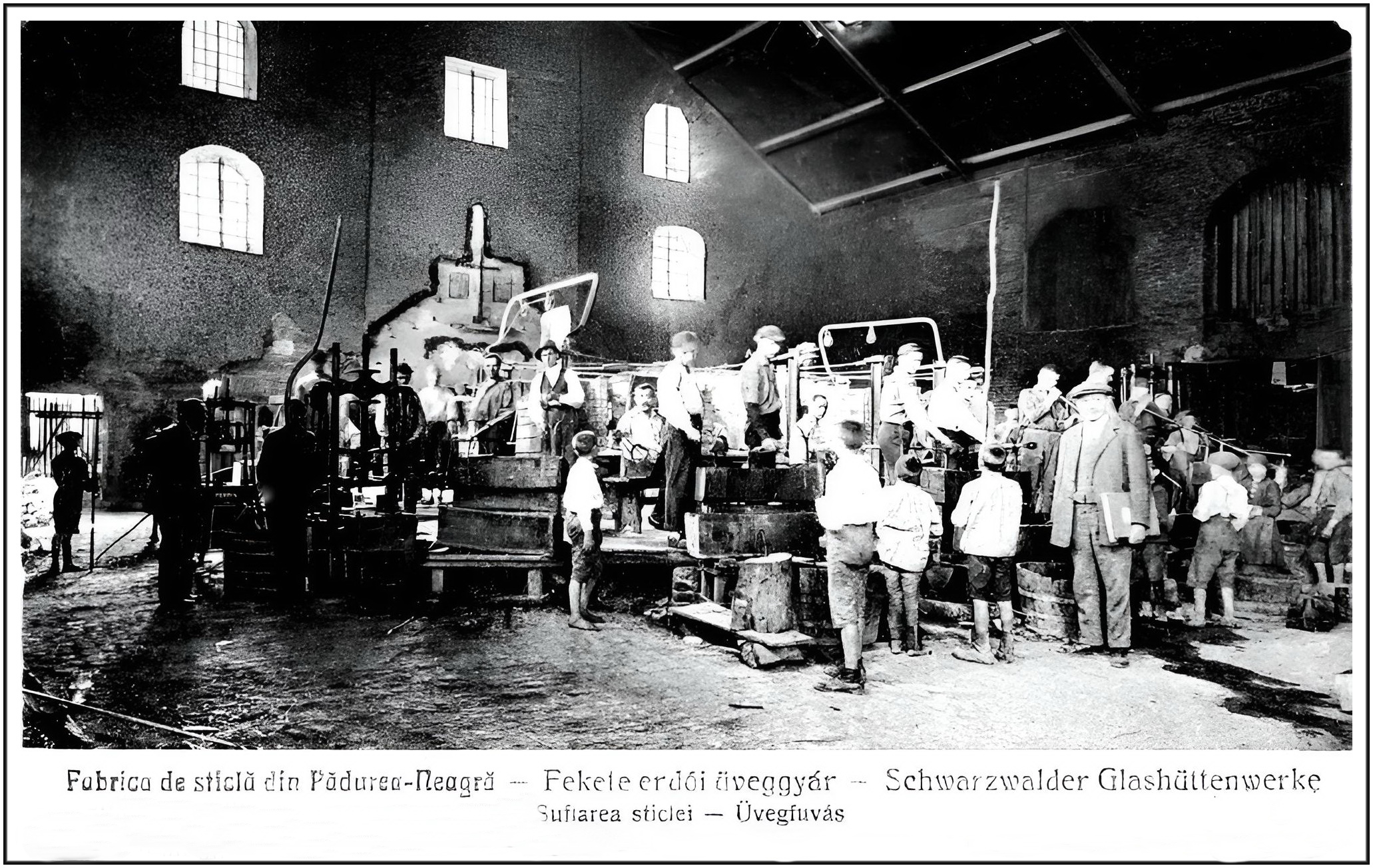
A feketeerdei üveggyár olvasztó kemencéje 1900-ből

## Népesség
Feketeerdő lakosságának etnikai összetétele:
| Év   | Magyar | Német | Szlovák | Román | Egyéb | Magy. besz. | Id. nyelv. | Néma | Ír-olv. |
| ---- | ------ | ----- | ------- | ----- | ----- | ----------- | ---------- | ---- | ------- |
| 1881 | 435    | 25    | 210     | 142   | 2     | 401         | -          | 17   | 147     |
| 1910 | 626    | 115   | 166     | 330   | 7     | 8           | -          | 39   | 361     |
| 1956 | 759    | -     | -       | -     | -     | -           | -          | -    | -       |
| 1966 | 921    | 654   | 12      | 49    | 206   | -           | -          | -    | -       |
| 1977 | 1116   | 696   | 10      | 111   | 292   | 7           | -          | -    | -       |
| 1992 | 1040   | 553   | 16      | 162   | 308   | 1           | -          | -    | -       |
| 2002 | 769    | 408   | 19      | 126   | 216   | -           | -          | -    | -       |
| 2011 | 527    | 248   | 15      | 64    | 200   | -           | -          | -    | -       |

Feketeerdő és környéke – térkép részlet

Készültek összeírások 1890-ben, 1900-ban, 1930-ban és 1941-ben is, de ezeket nem lehet számításba venni, mert az adatokat összevonták Középes községgel, ahova Feketeerdő közigazgatásilag tartozott. A fenti táblázatból megállapítható, hogy a gyártelep lakossága 1977-ig fokozatosan nő, majd csökken. Kezdetben a gyár területén laktak a gyári munkások, több helyen ú.n. házsorok épültek. 1950-1981 között a gyárközpontjától 1. km-re délre Élesd felé, felépítik egy új lakónegyedet; 1951. október végére elkészült az első egy emeletes tömbház. 1956-ban átadtak egy 3 emeletes 18 lakásos tömbházat. 1966 tavaszán átadták a 4-es, majd ősszel az 5-ös számú tömbházakat is. 1967 végére felépült a művelődési ház emeletes épülete, 400 ülőhelyes nagyteremmel, könyvtárral és olvasóteremmel. 1970–71-ben felépül a kereskedelmi komplexum épülete. 1973-ban leaszfaltozzák az Élesd–Feketeerdő utat. 1973–74-ben a 4-es és 5-ös tömbházak között a főút mellett felépül egy újabb tömbház, amelyben csak garzonlakások vannak. 1979-ben megépülnek a 6-os, 7-es és az X1, X2-es tömbházak, végül 1981-ben az utolsó R tömbház is felépül. Ezzel a feketeerdői lakótelepen 30 év alatt (1951–1981) összesen 252 emeletes lakás épült fel. 1992-ben 1040 lakosának 53%-a magyar, 30%-a román, 15%-a szlovák és 2%-a német volt.

A feketeerdői-lakótelep stilizált térképe

## Oktatás
A feketeerdői iskolai oktatásra utaló első írásos dokumentum egy 1872-ből való tanítói álláshirdetés. Feltételezhetően korábban is lehetett itt oktatás, melynek színvonala nem volt kielégítő. Az első iskola (egy tágas emeletes épület) 1871-ben épült. 1872-ben német nyelven, majd 1875-től magyar nyelven is tanítottak. Az 1943–44-es tanévben magyar és szlovák nyelvű elemi iskolás osztályok voltak. A 82 tanköteles iskolás közül 39 magyar, 29 szlovák, 9 német, 5 pedig román anyanyelvű volt. 1970-re felépült és megkezdte működését az általános iskola is. Az intézmény igazgatói voltak: Giurgiu Gabriela, Mutu Daniela, Rozin Erzsébet (két ciklusban is) és Volner Viorica (utóbbi kettő diplomás tanerő). A gyár fejlődésének köszönhetően folyamatosan nőtt a tanulók száma, és a 70-es években néhány éven keresztül elérte a 150-et.  A 70-es évek elején új iskola épült, de egy ideig mindkét épületben folyt a tanítás. Az alsó tagozatosak a régi épületben, a felsősök az újban kaptak helyet. 2007 óta csak román nyelven (1-4. osztály) folyik az oktatás.

## Vallás
A falu két részből áll, az egyik az üveggyár környékén, míg a másik 500-600 méterrel fentebb található. A két településrész között található két templom: egy római katolikus illetve egy ortodox, amit 2004-ben szenteltek fel. Itt tartják minden év augusztusában a Mária Nagyasszony búcsút, ami mára zarándokhellyé vált a hívők számára. Ebben az időszakban teljesen ellepik az emberek Feketeerdőt, kis bevételt adva a kicsiny falunak.
Kezdetben egy kápolna szolgálta a híveket, amely 1906-ban épült. 1974-ben kibővítették , majd  2002-ben torony is épült a templomhoz. A református templomot 2015-ben adták át, míg az ortodox templom 2008-ban lett felszentelve. A baptista felekezet 1997-re készítette  el a gyülekezeti házát,  míg a pünkösdisták  2007 körül építették  fel a gyülekezeti házukat.
Feketeerdő lakosságának felekezeti megoszlása:

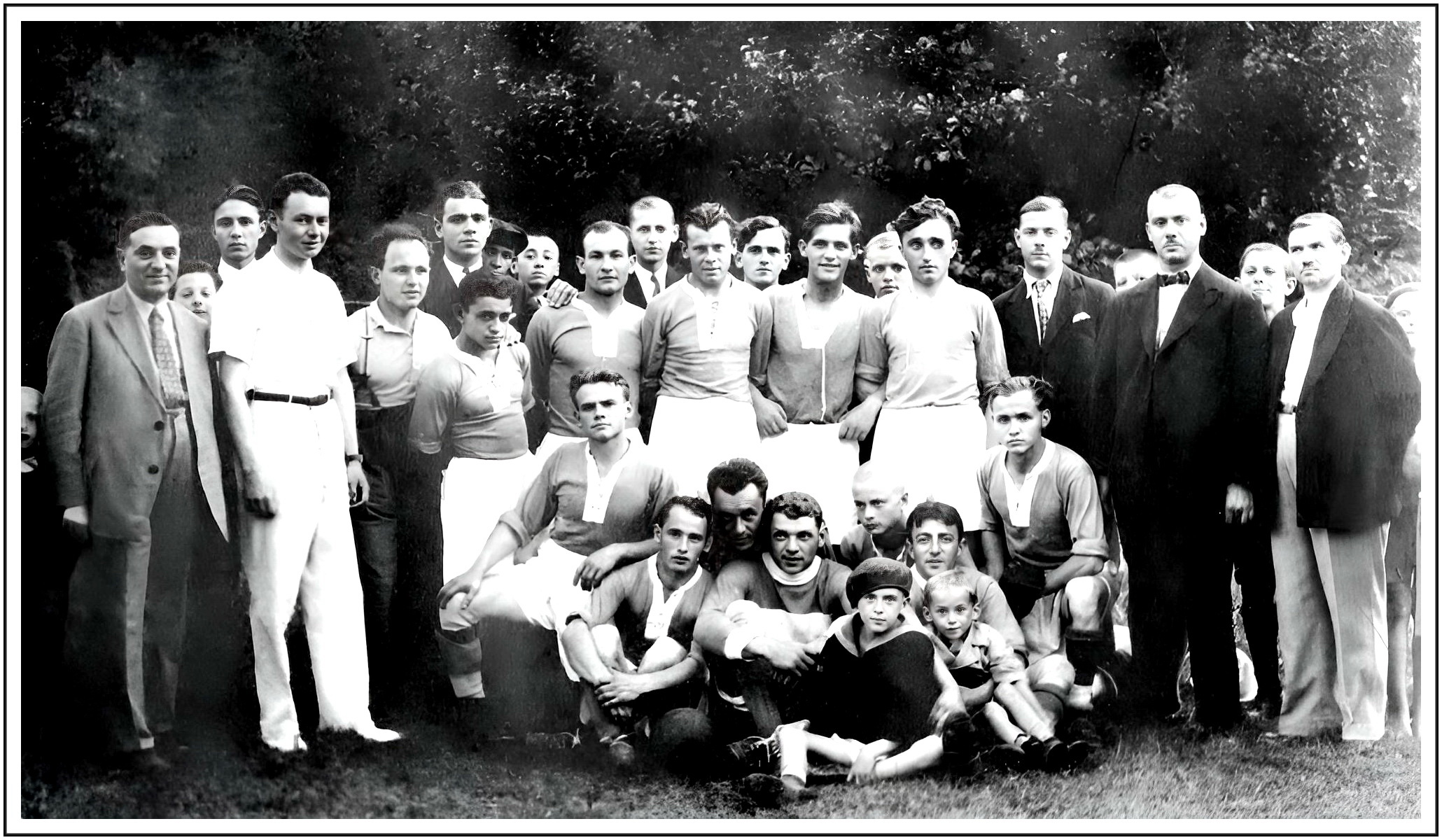
Feketeerdő labdarugó csapata 1934-ben

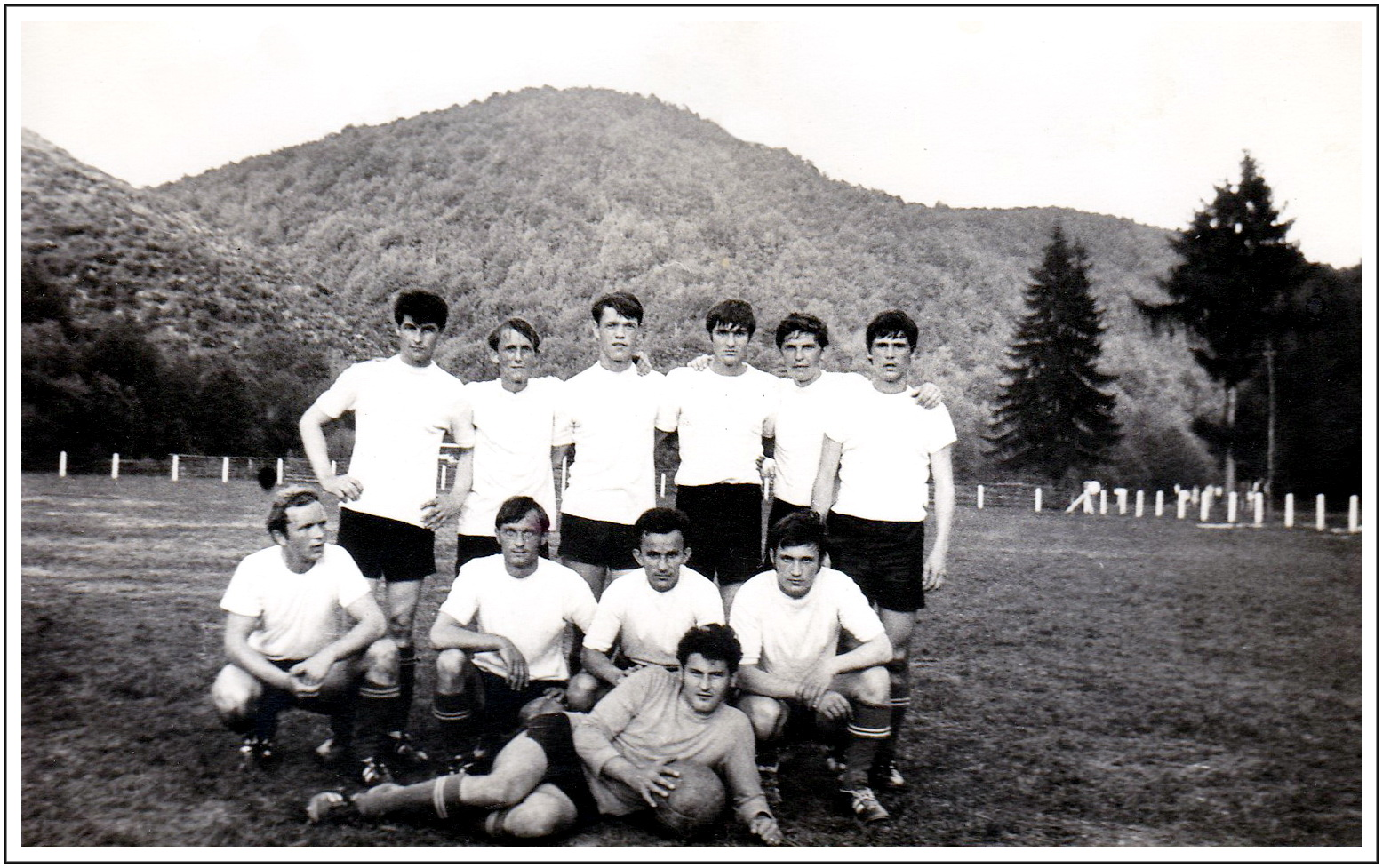
Feketeerdő labdarugó csapata (Sticla I Üveg) 1973-ban

| Róm. kat. | Gör. kat. | Ort. | Ev. (ág.) | Helvét | Izr. | Bapt. | Pünk. | Egyéb | Nem ny. | Össz. |
| --------- | --------- | ---- | --------- | ------ | ---- | ----- | ----- | ----- | ------- | ----- |
| 1869      | 412       | 1    | -         | -      | 10   | 6     | -     | -     | -       | 429   |
| 1881      | 421       | -    | 1         | 5      | 8    | -     | -     | -     | -       | 435   |
| 1910      | 540       | 7    | 3         | 17     | 42   | 17    | -     | -     | -       | 626   |
| 1992      | 467       | 24   | 229       | -      | 294  | 6     | 30    | -     | -       | 1040  |
| 2011      | 239       | 1    | 127       | -      | 122  | 11    | 20    | 3     | 4       | 527   |

## Sport
A feketeerdői sportélet beindulása az első világháború utánra, az 1920-as évekre tehető. Ekkor alakították ki a Bisztra patak mellett a szabványméretű futballpályát. A labdarúgócsapat  a következő néven szerepelt az idők folyamán: Feketeerdői S.E. (Sportegylet), majd Feketeerdői S.C.(Sport Club); Flamura Rosie (Vörös Lobogó); és Sticla (Üveg). A legjobb helyezést a megyei bajnokságban az 1974–75-ös évadban érte el, amikor 36 ponttal a 7. helyen végzett. 1975-ben a futballpályát áthelyezték a település Élesd felőli bejáratához, helyére további tömbházak épültek. 2020 júniusában elkezdték a sportközpont építését. A tervek szerint a sportkomplexum a következő létesítményeket foglalja magában: egy 60×90 m-es futballpályát és egy 20×40 m-es multifunkcionális sportpályát (mini-futball, kosárlabda, tenisz, kézilabda). Építenek még egy új úszómedencét a régi strand helyén. A komplexumon belül egy 42 férőhelyes, 3 szintes motel (panzió) is lesz. Tervek szerint a földszinten lesznek a műszaki helyiségek, konyha, nappali, recepció, az emeleten és a tetőtérben pedig 21 db 2–3 ágyas szoba lesz kialakítva.